# Olympische Sommerspiele 2020/Karate – Kumite über 61 kg (Frauen)
Bei den Olympischen Sommerspielen 2020 in Tokio war Karate erstmals Teil des olympischen Programms. Der Wettkampf im Kumite in der Klasse über 61 kg der Frauen fand am 7. August 2021 im Nippon Budōkan statt.

## Gruppenphase

### Gruppe A
| Platz | Athletin        | Kämpfe | S | U | N | Punkte |
| ----- | --------------- | ------ | - | - | - | ------ |
| 1.    | Irina Zaretska  | 4      | 3 | 0 | 1 | 6      |
| 2.    | Sofja Berulzewa | 4      | 2 | 1 | 1 | 5      |
| 3.    | Silvia Semeraro | 4      | 2 | 0 | 2 | 4      |
| 4.    | Ayumi Uekusa    | 4      | 2 | 0 | 2 | 4      |
| 5.    | Meltem Hocaoğlu | 4      | 0 | 1 | 3 | 1      |

| Kampf           | Kampf           | Ergebnis |
| --------------- | --------------- | -------- |
| Ayumi Uekusa    | Silvia Semeraro | 3.4      |
| Meltem Hocaoğlu | Sofja Berulzewa | 5.5      |
| Irina Zaretska  | Ayumi Uekusa    | 4:1      |
| Sofja Berulzewa | Silvia Semeraro | 5:1      |
| Meltem Hocaoğlu | Ayumi Uekusa    | 4:5      |
| Irina Zaretska  | Silvia Semeraro | 3:2      |
| Sofja Berulzewa | Irina Zaretska  | 5:4      |
| Meltem Hocaoğlu | Silvia Semeraro | 4:9      |
| Ayumi Uekusa    | Sofja Berulzewa | 5:1      |
| Irina Zaretska  | Meltem Hocaoğlu | 4:0      |

### Gruppe B
| Platz | Athletin         | Kämpfe | S | U | N | Punkte |
| ----- | ---------------- | ------ | - | - | - | ------ |
| 1.    | Feryal Abdelaziz | 4      | 2 | 1 | 1 | 5      |
| 2.    | Gong Li          | 4      | 2 | 1 | 1 | 5      |
| 3.    | Elena Quirici    | 4      | 2 | 1 | 1 | 5      |
| 4.    | Hamideh Abbasali | 4      | 2 | 0 | 2 | 4      |
| 5.    | Lamya Matoub     | 4      | 0 | 1 | 3 | 1      |

| Kampf            | Kampf            | Ergebnis |
| ---------------- | ---------------- | -------- |
| Lamya Matoub     | Elena Quirici    | 1:2      |
| Gong Li          | Feryal Abdelaziz | 0:4      |
| Hamideh Abbasali | Lamya Matoub     | 4:0      |
| Feryal Abdelaziz | Elena Quirici    | 3:3      |
| Lamya Matoub     | Gong Li          | 0:4      |
| Hamideh Abbasali | Elena Quirici    | 0:4      |
| Feryal Abdelaziz | Hamideh Abbasali | 7:9      |
| Gong Li          | Elena Quirici    | 1:1      |
| Lamya Matoub     | Feryal Abdelaziz | 0:0      |
| Hamideh Abbasali | Gong Li          | 4:8      |

## Halbfinale und Finale
|  | Halbfinale | Halbfinale       | Halbfinale |  |  | Finale | Finale           | Finale |
|  |            |                  |            |  |  |        |                  |        |
|  |            |                  |            |  |  |        |                  |        |
|  | A1         | Irina Zaretska   | 7          |  |  |        |                  |        |
|  | B2         | Gong Li          | 2          |  |  |        |                  |        |
|  |            |                  |            |  |  | A1     | Irina Zaretska   | 0      |
|  |            |                  |            |  |  | B1     | Feryal Abdelaziz | 2      |
|  | B1         | Feryal Abdelaziz | 5          |  |  |        |                  |        |
|  | A2         | Sofja Berulzewa  | 4          |  |  |        |                  |        |
|  |            |                  |            |  |  |        |                  |        |